# Токугава Иэцугу
Токугава Иэцугу (яп.  徳川家継, 8 августа 1709 — 19 июня 1716) — 7-й сёгун Японии из династии Токугава (1713—1716).

## Биография
Четвертый сын 6-го сёгуна Токугава Иэнобу (1662—1712), правившего в 1709-1712 годах. Внук Токугава Цунасигэ, даймё княжества Кофу, и правнук 3-го сёгуна Токугава Иэмицу.
В 1713 году после смерти своего отца Токугава Иэнобу, умершего в ноябре 1712 года, трехлетний Иэцугу был провозглашен сёгуном, поскольку два его старших брата к тому времени умерли.
Во время короткого пребывания у власти Токугава Иэцугу руководящей фигурой в правительстве бакуфу был Араи Хакусэки (1657—1725), давний советник его покойного отца. Им были проведены некоторые реформы и урегулированы отношения с Кореей. Он упростил церемонию приёма корейской миссии и настаивал на равном титуловании короля Кореи и сёгуна Японии — этим он добивался косвенного признания со стороны Кореи того, что именно сёгун являлся высшей властью в Японии.

## Смерть
19 июня 1716 года 6-летний сёгун Токугава Иэцугу скончался от простуды и был похоронен на территории храма Дзодзёдзи в Токио. С его смертью прервалась прямая линия от первого сёгуна Токугава Иэясу, и начали править представители боковых линий дома Токугава.